# Nuculana taiwanica
Nuculana taiwanica is een tweekleppigensoort uit de familie van de Nuculanidae. De wetenschappelijke naam van de soort is voor het eerst geldig gepubliceerd in 1998 door Okutani & Lan.